# UFC on FOX 23
UFC on FOX 23: Shevchenko vs. Peña（ユーエフシー・オン・フォックス・トゥエンティースリー：シェフチェンコ・バーサス・ペーニャ）は、アメリカ合衆国の総合格闘技団体「UFC」の大会の一つ。2017年1月28日、コロラド州デンバーのペプシ・センターで開催された。

## 大会概要
本大会ではヴァレンティーナ・シェフチェンコとジュリアナ・ペーニャによる女子バンタム級戦が組まれた。
キャリア6戦全勝のジョーダン・ジョンソンがUFCデビュー。

## 試合結果

### アーリープレリム
第1試合 ライト級 5分3R
○  ジェイソン・ゴンザレス vs.  J.C.コットレル ×
1R 3:54 ダースチョーク
第2試合 フライ級 5分3R
○  アレッシャンドリ・パントージャ vs.  エリック・シェルトン ×
3R終了 判定2-1（29-28、 28-29、29-28）

### プレリミナリーカード
第3試合 95.0kg契約 5分3R
○  マルコス・ホジェリオ・ジ・リマ vs.  ジェレミー・キンボール ×
1R 2:27 TKO（右フック→パウンド）
※リマの体重超過によりライトヘビー級から変更。
第4試合 ミドル級 5分3R
○  エリック・スパイスリー vs.  アレッシオ・ディ・キリコ ×
1R 2:14 三角絞め
第5試合 ライトヘビー級 5分3R
○  ジョーダン・ジョンソン vs.  エンリケ・ダ・シウバ ×
3R終了 判定3-0（30-27、30-27、30-27）
第6試合 ウェルター級 5分3R
○  リー・ジンリャン vs.  ボビー・ナッシュ ×
2R 4:45 KO（右フック→パウンド）
第7試合 バンタム級 5分3R
○  ハファエル・アスンソン vs.  アルジャメイン・スターリング ×
3R終了 判定2-1（28-29、29-28、29-28）
第8試合 ミドル級 5分3R
○  サム・アルビー vs.  ネイサン・マーコート ×
3R終了 判定3-0（29-28、29-28、29-28）

### メインカード
第9試合 フェザー級 5分3R
○  ジェイソン・ナイト vs.  アレックス・カサレス  ×
2R 4:21 リアネイキッドチョーク
第10試合 ヘビー級 5分3R
○  フランシス・ガヌー vs.  アンドレイ・アルロフスキー ×
1R 1:32 TKO（右アッパー→パウンド）
第11試合 ウェルター級 5分3R
○  ホルヘ・マスヴィダル vs.  ドナルド・セラーニ ×
2R 1:00 TKO（スタンドパンチ連打）
第12試合 女子バンタム級 5分5R
○  ヴァレンティーナ・シェフチェンコ vs.  ジュリアナ・ペーニャ ×
2R 4:29 腕ひしぎ十字固め

### 各賞
ファイト・オブ・ザ・ナイト： 該当者なし
パフォーマンス・オブ・ザ・ナイト： ヴァレンティーナ・シェフチェンコ、ホルヘ・マスヴィダル、フランシス・ガヌー、ジェイソン・ナイト
各選手にはボーナスとして5万ドルが授与された。

### カード変更
負傷などによるカードの変更は以下の通り。